# Hoch wie nie
Albums de Falco
Verdammt wir leben noch
(1999) Symphonic
(2008)
Hoch wie nie est un double album posthume du chanteur pop-rock autrichien Falco, décédé en 1998.
L'album a été édité dans le monde entier le 2 août 2007.

## L'Album
L'album a été réédité à l'occasion de son cinquantième anniversaire en deux versions. L'édition limée contient l'individuel Urban Tropical, qui précédemment était seulement disponible comme face B de l'individuel Rock Me Amadeus. 
L'album réunit la plupart des hits remixés de ses albums Einzelhaft, Junge Römer, Falco 3, Emotional, Wiener Blut, Data de Groove, Nachtflug, Out of the Dark (Into the Light), Verdammt wir leben noch. 
Le nouveau single Männer Wesentens (T.Börger 2007) est également inclus.
Il existe également une version DVD.

### CD 1
(Durée 1:13:43)
1. Der Kommissar - 3:52 - (Robert Ponger/Falco)
2. Vienna Calling - 4:08 - (Bolland&Bolland/Falco)
3. Jeanny - 5:53 - (Bolland&Bolland/Falco)
4. Emotional - 4:54 - (Bolland&Bolland/Falco)
5. The Sound of Musik - 4:57 - (Bolland&Bolland/Falco)
6. Junge Römer - 4:30 - (Robert Ponger/Falco)
7. Wiener Blut - 3:31 - (Bolland&Bolland/Falco)
8. Hoch wie nie - 4:21 - (Robert Ponger/Falco)
9. Munich Girls - 4:17 - (Bolland&Bolland/Falco)
10. Nachtflug - 3:15 - (Bolland&Bolland/Falco)
11. Non Answer (Hallo Deutschland) - 3:37 - (Robert Ponger/Falco)
12. Nur mit dire - 4:27 - (Robert Ponger/Falco)
13. Helden von Heute - 4:07 - (Robert Ponger/Falco)
14. Kann es Liebe sein - 4:06 - (Robert Ponger/Falco)
15. Ihre Tochter - 4:26 - (Robert Ponger/Falco)
16. Auf der Flucht - 4:36 - (Robert Ponger/Falco)
17. Ganz Wien - 5:05 - (Falco)

### CD 2
(Durée 1:09:07)
1. Rock Me Amadeus - 3:32 - (Bolland&Bolland/Falco)
2. Maschine brennt - 3:38 - (Robert Ponger/Falco)
3. America - 3:56 - (Bolland&Bolland/Falco)
4. Out of the Dark - 3:36 - (T.Börger/Falco)
5. Egoist - 3:39 - (T.Börger/Falco)
6. Brillantin'Brutal' - 3:47 - (Robert Ponger/Falco)
7. Data De Groove - 4:58 - (Robert Ponger/Falco)
8. Verdammt wir leben noch (version album) - 5:15 - (Thomas Rabitsch/Th. Lang/Falco)
9. Naked - Falco feat. T-MB - 3:48
10. Mutter, der Mann mit dem Koks ist - T>>MA aka Falco - 3:40
11. Titanic - 3:56 - (Bolland&Bolland/Falco)
12. Europa (version album) - 5:07 - (Thomas Rabitsch/Th. Lang/D.Tinhof)
13. Coming Home (Jeanny Part 2, Ein Jahr danach) - 5:32 - (Bolland&Bolland/Falco)
14. It's All Over Now, Baby Blue (Rough Mix) - 4:40 - (Bob Dylan/Falco)
15. Tribute To Falco * (Radio Mix) 3:26 - The Bolland Project feat. Alida
16. Männer des Westens * (T. Börger Version 2007) - 3:25
17. Urban Tropical * - 3:51 - (Falco)

- Bonus

### Single spécial: Männer des Westens (2007)
Il propose en outre une nouvelle version du brano Männer des Westens. La version rénovée contient un rythme semblable aux Rapcome hourdis. Il a été publié le 16 février 2007.
Männer des Westens était #14 en Autriche #55 en l'Allemagne, Luxembourg #38 (airplay) et le #276 "Bubbling under EU 200""  dans single charts.

## Charts
| Anno | Albume       | Placéments | Placéments | Placéments | Placéments | Placéments | Placéments | Placéments |
| Anno | Albume       | France     | Autriche   | Allemagne  | Suisse     | Pays-Bas   | UE         | U.S.A      |
| ---- | ------------ | ---------- | ---------- | ---------- | ---------- | ---------- | ---------- | ---------- |
| 2007 | Hoch wie nie | -          | 1          | 2          | 5          | -          | *          | * \|- \|-  |

* #6 dans European Top Albums (Billboard)